# Басседас, Кристиан
Кристиа́н Густа́во Бассе́дас (англ. Christian Gustavo Bassedas; род. 16 февраля 1973, Буэнос-Айрес) — аргентинский футболист, полузащитник, известный по выступлениям за «Велес Сарсфилд» и сборную Аргентины. Участник Олимпийских игр 1996 года в Атланте.

## Биография

### Игровая карьера
Басседас начал карьеру в клубе «Велес Сарсфилд». 3 марта 1991 года он дебютировал за команду в аргентинской Примере. Первоначально Кристиан выступал на позиции либеро, но позже был переведен в центр полузащиты. Басседас в середине 90-х был одним из лидеров «Велеса» и помог клубу четырежды выиграть чемпионат Аргентины, а также завоевать Кубок Либертадорес и обыграть итальянский «Милан» в Межконтинентальном кубке.
В 2000 году Кристиан перешёл в английский «Ньюкасл Юнайтед». Сумма трансфера составила 3,5 млн фунтов. В январе 2001 года в матче против лондонского «Челси» Бесседас забил свой единственный гол в Премьер-лиге. В 2002 году он на правах аренды перешёл в испанский «Тенерифе». За команду с Канарских островов Кристиан провёл всего 14 матчей и вскоре вернулся в Англию. Басседас нечасто попадал в основу «Ньюкасла» и по окончании сезона завершил карьеру.
В 1994 году Кристиан дебютировал за национальную команду. Через год он помог Аргентине завоевать серебряные медали на Кубке короля Фахда. В 1996 году в составе сборной Аргентины Басседас дошёл до финала Олимпийских игр в Атланте. В 1997 году Кристиан принял участие в Кубке Америки.

### Тренерская карьера
По окончании карьеры футболиста занялся тренерской деятельностью. На протяжении нескольких лет работал менеджером в «Велес Сарсфилде». 13 ноября 2015 года назначен главным тренером родной команды. 24 сентября 2016 года подал в отставку после поражения в домашнем матче 4-го тура чемпионата Аргентины 2016/17 против «Расинга» (0:3).

## Достижения
«Велес Сарсфилд»
- Чемпионат Аргентины по футболу — Клаусура 1993
- Чемпионат Аргентины по футболу — Апертура 1995
- Чемпионат Аргентины по футболу — Клаусура 1996
- Чемпионат Аргентины по футболу — Клаусура 1998
- Обладатель Кубка Либертадорес — 1994
- Обладатель Межконтинентального кубка — 1994
- Обладатель Рекопа Южной Америки — 1995
- Обладатель Межамериканского кубка — 1996
- Обладатель Суперкубка Либертадорес — 1996

Международные
 Аргентина
- Панамерикаские игры — 1995
- Кубок конфедераций — 1995
- Олимпийские игры — 1996